# Pensamiento económico reciente
El pensamiento económico reciente designa la historia del pensamiento después de los trabajos de Keynes, muerto en 1946. Keynes había revolucionado el pensamiento económico, criticando el análisis de los economistas neoclásicos. Particularmente, con ocasión de la crisis económica de los años 1930, los gobiernos de los principales países desarrollados empezaron a abandonar las soluciones defendidas por los economistas liberales, y adoptaron políticas keynesianas. Después de la guerra, estas políticas se generalizaron, contribuyendo al fuerte crecimiento económico de los años 1950 y 1960. A veces, se sitúa el principio del período en 1945.

## Evolución del pensamiento y evolución de la economía
1945 marcó el fin de la guerra mundial y sobre todo el principio de un período de fuerte crecimiento económico para todos los países desarrollados hasta los 1970s, y un período de apertura de las economías al mundo exterior por la promoción del libre cambio. Las teorías económicas debieron adaptarse a este cambio de contexto económico. Hubo muchas interrogaciones sobre la posibilidad de une crecimiento económico fuerte y duradero. Hubo también nuevas teorías en cuanto al comercio internacional y a los provechos que puede acarrear. A medida que los países del tercer mundo se desarrollaron y que nuevas desigualdades económicas entre los países se manifestaron, los economistas se preguntaron sobre las causas de estas desigualdades y sobre el fracaso de ciertos países a desarrollarse y a salir de la pobreza.
A pesar de la dominación del pensamiento keynesianista hasta los años 1970, transcurrida por la utilización casi sistemática de políticas de relanza, hubo un renacimiento del pensamiento liberal. Nuevos economistas adaptaron las teorías liberales al nuevo contexto económico y criticaron el keynesianismo, en particular el movimiento de los monetaristas, creado y por su líder Milton Friedman. Las teorías liberales, que abogaron por la retirada del estado de la economía, atrajeron la atención de los líderes políticos a partir de la crisis económica acarreada por el choque petróleo de 1973, que puso en duda la eficiencia y la validez del keynesianismo. Fue en 1979 que los Estados Unidos y el Reino Unido decidieron ejecutar políticas liberales de restricción del gasto público y la prohibición de los déficit.

## La síntesis clásico-keynesiana
El concepto  de "síntesis neoclásico-keynesiana" se refiere a la revolución keynesiana según la interpretación y formalizado por un grupo de economistas, principalmente norteamericanos, a partir de la primera posguerra. La piedra angular de esta síntesis es el famoso modelo IS-LM,  introducido por primera vez por John Hicks (1937) y luego ampliado por Franco Modigliani (1944). La IS-LM es un  modelo matemático que supuestamente representaría la esencia de la Teoría General (1936) en forma de un sistema de ecuaciones simultáneas.
A partir de 1937, Hicks trato de unir el keynesianismo con la doctrina neoclásica. Esta corriente se desarrolló en los años 1950 y 1960 y se hizo dominante, representada por economistas famosos, tales como Hicks, Paul Samuelson, Lawrence Klein, James Tobin, todos premios en Ciencias Económicas en memoria de Alfred Nobel. 
El modelo IS/LM busca precisar las condiciones que permiten la eficiencia de las políticas presupuestarias y monetarias, pero solo en economías cerradas. Este modelo se hizo bastante consensual entre los economistas, ya que admite que las relanzas económicas de parte de los gobiernos pueden ser eficientes solo si algunas condiciones están cumplidas. Para completar ese modelo Samuelson se sirvió de la curva de Phillips que establecía una relación entre el nivel de los sueldos y el nivel del paro. Samuelson generalizó esta curva en una relación entre la inflación y el paro. Esta curva fue el fundamento de las políticas gubernamentales hasta los años 1970.
Véase también:
- John Maynard Keynes
- Joan Robinson
- Keynesianismo
- Edmond Malinvaud

## Renacimiento del pensamiento liberal

### Elección pública
- James M. Buchanan
- Gordon Tullock